# Honda Fireblade
Honda Fireblade - nazwa handlowa rodziny sportowych motocykli klasy super-bike o pojemności 900 - 1000 cm3. Należą do niej modele:
- CBR 900 RR
- CBR 919 RR
- CBR 929 RR
- CBR 954 RR
- CBR 1000 RR